# Heisteria media
Heisteria media är en tvåhjärtbladig växtart som beskrevs av Sidney Fay Blake. Heisteria media ingår i släktet Heisteria och familjen Erythropalaceae. Inga underarter finns listade i Catalogue of Life.